# GripShift
Pour la commande de vitesses pour vélo, voir SRAM (entreprise)
GripShift est un jeu vidéo développé par Sidhe Interactive et qui a la particularité de proposer un gameplay hybride, qui intègre à la fois des éléments du jeu de course, du jeu de réflexion et  du jeu de plate-forme. Le titre est d'abord sorti en 2005 sur PlayStation Portable et une version remaniée est sortie en 2007 sur PlayStation 3 et Xbox 360 en téléchargement.

## Piratage
Gripshift fut, un temps donné, une source d'espoir pour la communauté rassemblée autour du hack de la PSP. Le modèle de PSP dit "3000" était alors encore exempt de toute faille de sécurité publique. Le jeu permettait à ces dernières, équipée du firmware 5.03, de lancer du code non signé via une faille et un système de sauvegardes modifiées. Bien que l'exécution de code arbitraire laissait présager l'arrivée d'un hack plus complet, il n'en fut rien. Le faille n'aboutit jamais à rien de très concluant si ce n'est un "Hello World".
Lors de la découverte de la faille, Gripshift atteint le prix exorbitant de 100 € sur la plupart des sites de vente.

## Contenu téléchargeable
Sur le site officiel du jeu, 16 nouvelles pistes supplémentaires pour la version PSP sont téléchargeables, dont une spéciale Saint-Valentin.